# Ban Chấp hành Trung ương Đảng Cộng sản Việt Nam khóa X
Đại hội Đại biểu Đảng Cộng sản Việt Nam khóa X đã bầu ra Ban Chấp hành Trung ương khóa X gồm 160 ủy viên chính thức và 20 ủy viên dự khuyết.
Ban Chấp hành Trung ương khóa X gồm các Ủy viên chính thức và dự khuyết với nhiệm kỳ tới tháng 1/2011.

## Các hội nghị Trung ương Đảng
Hội nghị Trung ương Đảng là phiên họp toàn thể của Ban Chấp hành Trung ương. Thành viên tham dự Hội nghị Trung ương gồm ủy viên chính thức và ủy viên dự khuyết.
Tổng Bí thư là chủ trì Hội nghị Trung ương, khi Tổng Bí thư vắng mặt sẽ ủy nhiệm thành viên chủ trì thay thế.
| Hội nghị lần thứ | Bắt đầu-Kết thúc | Thời gian | Tóm lược |
| ---------------- | ---------------- | --------- | --- |
| 1                | 24/4/2006        | 1 ngày    | Hội nghị bầu Bộ Chính trị gồm 14 ủy viên, Ban Bí thư 3 ủy viên (5 ùy viên do Bộ Chính trị phân công kiêm nhiệm). Hội nghị tiếp tục bầu Tổng Bí thư Nông Đức Mạnh, Chủ nhiệm Ủy ban Kiểm tra Trung ương Nguyễn Văn Chi tiếp tục đảm nhiệm. Bầu Ủy ban Kiểm tra Trung ương Đảng gồm 14 ủy viên. |
| 2                | 27-28/5/2006     | 2 ngày    | Hội nghị thảo luận và thống nhất việc lựa chọn nhân sự giới thiệu ứng cử các chức danh lãnh đạo cấp cao của Nhà nước để Quốc hội bầu, phê chuẩn tại kỳ họp thứ 9, Quốc hội khóa XI theo quy định của pháp luật. |
| 3                | 24-29/7/2006     | 6 ngày    | Hội nghị bàn và quyết định: Quy chế làm việc của Ban Chấp hành Trung ương, Bộ Chính trị, Ban Bí thư (khoá X); Quy chế làm việc của Ủy ban Kiểm tra Trung ương (khoá X); Chương trình làm việc toàn khoá của Ban Chấp hành Trung ương (khoá X); Đề án về tăng cường sự lãnh đạo của Đảng đối với công tác đấu tranh phòng, chống tham nhũng, lãng phí; Những quy định của Ban Chấp hành Trung ương về đảng viên làm kinh tế tư nhân và quyết định một số vấn đề khác. |
| 4                | 15-24/1/2007     | 10 ngày   | Hội nghị thảo luận vấn đề chính về chủ trương, chính sách lớn phát triển kinh tế sau khi nước ta trở thành thành viên của Tổ chức Thương mại thế giới (WTO); về chiến lược biển; về phương hướng chuẩn bị bầu cử Quốc hội khóa XII; tiếp tục sắp xếp, kiện toàn bộ máy tổ chức các ban đảng và cơ quan nhà nước. Hội nghị đã ra Nghị quyết "Về một số chủ trương, chính sách lớn để nền kinh tế nước ta phát triển nhanh và bền vững khi Việt Nam là thành viên của Tổ chức Thương mại thế giới". |
| 5                | 05-14/7/2007     | 10 ngày   | Hội nghị thảo luận và quyết định các vấn đề về công tác tư tưởng, lý luận và báo chí trước yêu cầu mới; về tăng cường công tác kiểm tra, giám sát của Đảng; Tiếp tục đổi mới phương thức lãnh đạo của Đảng đối với hoạt động của hệ thống chính trị; Đẩy mạnh cải cách hành chính, nâng cao hiệu lực, hiệu quả quản lý của bộ máy nhà nước; Cơ cấu tổ chức Chính phủ nhiệm kỳ Quốc hội khoá XII; Giới thiệu nhân sự lãnh đạo các cơ quan nhà nước để Quốc hội bầu và phê chuẩn; Báo cáo những công việc quan trọng Bộ Chính trị đã giải quyết từ sau Hội nghị Trung ương 4 đến Hội nghị Trung ương 5. |
| 6                | 14-22/1/2008     | 9 ngày    | Hội nghị thảo luận một số vấn đề chính: Xây dựng giai cấp công nhân trong thời kỳ đẩy mạnh công nghiệp hoá, hiện đại hoá đất nước; Nâng cao năng lực lãnh đạo, sức chiến đấu của tổ chức cơ sở đảng và chất lượng đội ngũ cán bộ, đảng viên; Hoàn thiện thể chế kinh tế thị trường định hướng xã hội chủ nghĩa trong hội nhập kinh tế quốc tế; Cải cách chính sách tiền lương, bảo hiểm xã hội và trợ cấp ưu đãi người có công giai đoạn 2008 - 2012; thành lập một số Tiểu ban; bổ sung ủy viên Ủy ban Kiểm tra Trung ương. |
| 7                | 09-17/7/2008     | 9 ngày    | Hội nghị thảo luận các vấn đề như: Tăng cường sự lãnh đạo của Đảng đối với công tác thanh niên thời kỳ đẩy mạnh công nghiệp hoá, hiện đại hoá; Xây dựng đội ngũ trí thức trong thời kỳ đẩy mạnh công nghiệp hoá, hiện đại hoá đất nước và hội nhập kinh tế quốc tế; Vấn đề nông nghiệp, nông dân, nông thôn... |
| 8                | 2-4/10/2008      | 3 ngày    | Hội nghị đã tập trung thảo luận các báo cáo về tình hình kinh tế - xã hội và ngân sách nhà nước năm 2008; định hướng kế hoạch phát triển kinh tế - xã hội và dự toán ngân sách nhà nước năm 2009. |
| 9                | 5-13/1/2009      | 9 ngày    | Hội nghị kiểm điểm tình hình thực hiện Nghị quyết Đại hội X của Đảng trong nửa đầu nhiệm kỳ (2006 - 2008); 10 năm thực hiện Nghị quyết Trung ương 3 (khoá VIII) về Chiến lược cán bộ thời kỳ đẩy mạnh công nghiệp hoá, hiện đại hoá đất nước; kết quả 2 năm thực hiện Nghị quyết Trung ương 3 (khoá X) về tăng cường sự lãnh đạo của Đảng đối với công tác phòng, chống tham nhũng, lãng phí và quyết định một số vấn đề quan trọng khác. |
| 10               | 29/6-4/7/2009    | 6 ngày    | Hội nghị thảo luận về Đề cương chi tiết Báo cáo tổng kết, bổ sung và phát triển Cương lĩnh xây dựng đất nước trong thời kỳ quá độ lên chủ nghĩa xã hội (Cương lĩnh năm 1991); Đề cương chi tiết Báo cáo tổng kết thực hiện Chiến lược phát triển kinh tế xã hội 10 năm 2001 - 2010 và xây dựng Chiến lược phát triển kinh tế xã hội 10 năm 2011 – 2020; định hướng chuẩn bị Đại hội XI của Đảng và đại hội đảng các cấp; thành lập tiếp các tiểu ban chuẩn bị Đại hội và một số vấn đề quan trọng khác. |
| 11               | 05-10/10/2009    | 6 ngày    | Hội nghị thảo luận và cho ý kiến về các dự thảo Văn kiện: Cương lĩnh xây dựng đất nước trong thời kỳ quá độ lên chủ nghĩa xã hội (bổ sung, phát triển); Chiến lược phát triển kinh tế - xã hội 10 năm 2011 - 2020; Đề cương chi tiết Báo cáo chính trị trình Đại hội XI của Đảng; Báo cáo về một số vấn đề cần nghiên cứu, bổ sung, sửa đổi Điều lệ Đảng; Báo cáo tình hình kinh tế - xã hội và ngân sách nhà nước năm 2009 và dự kiến kế hoạch phát triển kinh tế - xã hội và ngân sách nhà nước năm 2010; và một số vấn đề quan trọng khác. |
| 12               | 22-28/3/2010     | 7 ngày    | Hội nghị thảo luận và thông qua các dự thảo văn kiện trình Đại hội đại biểu toàn quốc lần thứ XI của Đảng gồm: Cương lĩnh xây dựng đất nước trong thời kỳ quá độ lên chủ nghĩa xã hội (bổ sung, phát triển năm 2011); Chiến lược phát triển kinh tế - xã hội 2011 – 2020; Báo cáo chính trị của Ban Chấp hành Trung ương khóa X tại Đại hội đại biểu toàn quốc lần thứ XI của Đảng; Báo cáo tổng kết việc thi hành Điều lệ Đảng và đề xuất bổ sung, sửa đổi Điều lệ Đảng. Hội nghị cũng thảo luận về Phương hướng công tác nhân sự Ban Chấp hành Trung ương Đảng khoá XI. Đồng thời quyết định về số lượng và phân bổ đại biểu tham dự Đại hội đại biểu toàn quốc lần thứ XI của Đảng và một số vấn đề khác.                |
| 13               | 07-14/10/2010    | 8 ngày    | Hội nghị Trung ương đã tập trung xem xét ba nhiệm vụ chính: Thứ nhất, thảo luận về tình hình thực hiện nhiệm vụ, kế hoạch phát triển kinh tế - xã hội, ngân sách nhà nước năm 2010 và kế hoạch phát triển kinh tế - xã hội, ngân sách nhà nước năm 2011; định hướng kế hoạch phát triển kinh tế - xã hội và ngân sách nhà nước 5 năm 2011 - 2015. Thứ hai, nghe Báo cáo tổng kết việc thực hiện thí điểm chủ trương không tổ chức hội đồng nhân dân cấp quận, huyện và phường và kiến nghị chủ trương tiếp theo. Thứ ba, thảo luận bước đầu về phương án nhân sự Ban Chấp hành Trung ương Đảng khoá XI trình Đại hội lần thứ XI của Đảng. Ngoài ra, Hội nghị cũng thảo luận và cho ý kiến về một số vấn đề quan trọng khác. |
| 14               | 13-22/12/2010    | 10 ngày   | Hội nghị đã tiếp thu ý kiến đóng góp vào các dự thảo Văn kiện trình Đại hội XI của Đảng; thảo luận Báo cáo kiểm điểm sự lãnh đạo, chỉ đạo của Ban Chấp hành Trung ương khoá X trình Đại hội XI và Báo cáo kiểm điểm tình hình thực hiện Quy chế làm việc của Ban Chấp hành Trung ương, Bộ Chính trị, Ban Bí thư khoá X; thảo luận, thông qua phương án nhân sự Ban Chấp hành Trung ương khoá XI và cho ý kiến về một số vấn đề quan trọng khác. |
| 15               | 9/1/2011         | 1 ngày    | Hội nghị tổ chức hoàn tất các bước chuẩn bị cho Đại hội XI của Đảng. |

## Các ban Đảng Trung ương
| Ban Đảng Trung ương                    | Chức vụ                              | Lãnh đạo          | Kiêm nhiệm                                                  | Nhiệm kỳ                            | Ghi chú                                        |
| -------------------------------------- | ------------------------------------ | ----------------- | ----------------------------------------------------------- | ----------------------------------- | ---------------------------------------------- |
| Ban Tổ chức Trung ương                 | Trưởng ban                           | Trần Đình Hoan    | Ủy viên Bộ chính trị khóa IX                                | 25/4-2/5/2006 8 ngày                |                                                |
| Ban Tổ chức Trung ương                 | Trưởng ban                           | Hồ Đức Việt       | Ủy viên Bộ Chính trị                                        | 2/5/2006-18/1/2011 4 năm, 261 ngày  |                                                |
| Ủy ban Kiểm tra Trung ương             | Trưởng ban                           | Nguyễn Văn Chi    | Ủy viên Bộ Chính trị Bí thư Trung ương Đảng                 | 25/4/2006-18/1/2011 4 năm, 268 ngày |                                                |
| Ban Tư tưởng - Văn hoá Trung ương      | Trưởng ban                           | Nguyễn Khoa Điềm  | Ủy viên Bộ Chính trị khóa IX Bí thư Trung ương Đảng khóa IX | 25/4-30/4/2006 5 ngày               |                                                |
| Ban Tư tưởng - Văn hoá Trung ương      | Trưởng ban                           | Tô Huy Rứa        | Bí thư Trung ương Đảng                                      | 1/5/2006-18/1/2011 4 năm, 262 ngày  | Ban sáp nhập thành Ban Tuyên giao Trung ương   |
| Ban Khoa giáo Trung ương               | Trưởng ban                           | Đỗ Nguyên Phương  | Ủy viên Trung ương Đảng khóa IX                             | 25/4/2006-11/4/2007 351 ngày        | Ban sáp nhập thành Ban Tuyên giao Trung ương   |
| Ban Tuyên giáo Trung ương              | Trưởng ban                           | Tô Huy Rứa        | Ủy viên Bộ Chính trị (từ 2009) Bí thư Trung ương Đảng       | 11/4/2007-18/1/2011 3 năm, 282 ngày | Ban thành lập mới                              |
| Hội đồng Lý luận Trung ương            | Chủ tịch Hội đồng Lý luận Trung ương | Nguyễn Phú Trọng  | Ủy viên Bộ Chính trị                                        | 25/4-15/8/2006 112 ngày             |                                                |
| Hội đồng Lý luận Trung ương            | Chủ tịch Hội đồng Lý luận Trung ương | Tô Huy Rứa        | Bí thư Trung ương Đảng                                      | 15/8/2006-18/1/2011 4 năm, 156 ngày |                                                |
| Ban Dân vận Trung ương                 | Trưởng ban                           | Tòng Thị Phóng    | Bí thư Trung ương Đảng                                      | 25/4/2006-13/7/2007 1 năm, 79 ngày  |                                                |
| Ban Dân vận Trung ương                 | Trưởng ban                           | Hà Thị Khiết      | Ủy viên Trung ương Đảng                                     | 13/7/2007-18/1/2011 3 năm, 189 ngày |                                                |
| Ban Tài chính-Quản trị Trung ương      | Trưởng ban                           | Nguyễn Quốc Cường | Ủy viên Trung ương Đảng                                     | 25/4/2006-11/4/2007 351 ngày        | Các ban hợp nhất với Văn phòng Trung ương Đảng |
| Ban Kinh tế Trung ương                 | Trưởng ban                           | Trương Tấn Sang   | Ủy viên Bộ Chính trị Bí thư Trung ương Đảng                 | 25/4/2006-11/4/2007 351 ngày        | Các ban hợp nhất với Văn phòng Trung ương Đảng |
| Ban Nội chính Trung ương               | Trưởng ban                           | Trương Vĩnh Trọng | Ủy viên Bộ Chính trị Bí thư Trung ương Đảng                 | 25/4/2006-11/4/2007 351 ngày        | Các ban hợp nhất với Văn phòng Trung ương Đảng |
| Văn phòng Trung ương Đảng              | Trưởng ban                           | Ngô Văn Dụ        | Ủy viên Trung ương Đảng                                     | 25/4/2006-18/1/2011 4 năm, 268 ngày |                                                |
| Ban Đối ngoại Trung ương               | Trưởng ban                           | Nguyễn Văn Son    | Ủy viên Trung ương Đảng                                     | 25/4/2006-8/2007 1 năm, 110 ngày    |                                                |
| Ban Đối ngoại Trung ương               | Trưởng ban                           | Trần Văn Hằng     | Ủy viên Trung ương Đảng                                     | 8/2007-6/2009 1 năm, 309 ngày       |                                                |
| Ban Đối ngoại Trung ương               | Trưởng ban                           | Hoàng Bình Quân   | Ủy viên Trung ương Đảng                                     | 6/2009-18/1/2011 1 năm, 219 ngày    |                                                |
| Báo Nhân dân                           | Tổng Biên tập                        | Đinh Thế Huynh    | Ủy viên Trung ương Đảng                                     | 25/4/2006-18/1/2011 4 năm, 268 ngày |                                                |
| Ban Bảo vệ chính trị nội bộ Trung ương | Trưởng ban Bảo vệ chính trị nội bộ   | Phạm Văn Thọ      | Ủy viên Trung ương Đảng                                     | 25/4/2006-6/2007 1 năm, 54 ngày     | Ban hợp nhất với Ban Tổ chức Trung ương        |

## Đảng bộ trực thuộc Trung ương
Các Đảng bộ được tình từ đại hội đảng bộ 
| Đảng bộ trực thuộc                                   | Chức vụ | Lãnh đạo           | Kiêm nhiệm                               | Nhiệm kỳ                             | Ghi chú                                                  |
| ---------------------------------------------------- | ------- | ------------------ | ---------------------------------------- | ------------------------------------ | -------------------------------------------------------- |
| Đảng bộ Quân đội Trung ương                          | Bí thư  | Nông Đức Mạnh      | Ủy viên Bộ Chính trị Tổng Bí thư         | 29/12/2005-18/1/2011 5 năm, 20 ngày  |                                                          |
| Đảng bộ Công an Trung ương                           | Bí thư  | Lê Hồng Anh        | Ủy viên Bộ Chính trị Bộ trởng Bộ Công an | 25/4/2006-18/1/2011 4 năm, 268 ngày  |                                                          |
| Đảng bộ Khối các cơ quan Đối ngoại Trung ương        | Bí thư  | Nguyễn Văn Son     | Ủy viên Trung ương Đảng                  | 28/12/2005-11/4/2007 1 năm, 104 ngày | Đảng bộ sáp nhập vào Đảng bộ Khối các cơ quan Trung ương |
| Đảng bộ Khối I cơ quan Trung ương                    | Bí thư  | Phạm Văn Thọ       | Ủy viên Trung ương Đảng                  | 27/12/2005-11/4/2007 1 năm, 105 ngày | Đảng bộ sáp nhập vào Đảng bộ Khối các cơ quan Trung ương |
| Đảng bộ khối cơ quan Dân vận Trung ương              | Bí thư  | Vũ Trọng Kim       | Ủy viên Trung ương Đảng                  | 29/12/2005-11/4/2007 1 năm, 103 ngày | Đảng bộ sáp nhập vào Đảng bộ Khối các cơ quan Trung ương |
| Đảng bộ Khối cơ quan Nội chính Trung ương            | Bí thư  | Nguyễn Tuấn Khanh  | Ủy viên Trung ương Đảng                  | 25/12/2005-11/4/2007 1 năm, 107 ngày | Đảng bộ sáp nhập vào Đảng bộ Khối các cơ quan Trung ương |
| Đảng bộ Khối cơ quan Kinh tế Trung ương              | Bí thư  | Võ Đức Huy         | Ủy viên Trung ương Đảng                  | 25/12/2005-11/4/2007 1 năm, 107 ngày | Đảng bộ sáp nhập vào Đảng bộ Khối các cơ quan Trung ương |
| Đảng bộ Khối cơ quan Khoa giáo Trung ương            | Bí thư  | Trần Ngọc Tăng     |                                          | 16/12/2005-11/4/2007 1 năm, 116 ngày | Đảng bộ sáp nhập vào Đảng bộ Khối các cơ quan Trung ương |
| Đảng bộ Khối cơ quan Trung ương về công tác tư tưởng | Bí thư  | Tô Huy Rứa         | Ủy viên Trung ương Đảng                  | 30/12/2005-11/4/2007 1 năm, 102 ngày | Đảng bộ sáp nhập vào Đảng bộ Khối các cơ quan Trung ương |
| Đảng bộ Khối các cơ quan Trung ương                  | Bí thư  | Hoàng Xuân Cừ      | Ủy viên Trung ương Đảng                  | 11/4/2007-24/12/2010 3 năm, 257 ngày | Đảng bộ thành lập mới                                    |
| Đảng bộ Khối các cơ quan Trung ương                  | Bí thư  | Nguyễn Minh Quang  | Ủy viên Trung ương Đảng                  | 24/12/2010-18/1/2011 25 ngày         |                                                          |
| Đảng bộ Khối Doanh nghiệp Trung ương                 | Bí thư  | Võ Đức Huy         | Ủy viên Trung ương Đảng                  | 11/4/2007-20/10/2010 3 năm, 192 ngày | Đảng bộ thành lập mới                                    |
| Đảng bộ Khối Doanh nghiệp Trung ương                 | Bí thư  | Trương Quang Nghĩa |                                          | 20/10/2010-18/1/2011 90 ngày         |                                                          |

## Ủy viên Trung ương Chính thức
| - Ủy viên Bộ Chính trị - Bí thư Trung ương Đảng | - Ủy viên Trung ương Đảng - Ủy viên Dự khuyết Trung ương Đảng |

| STT | Họ tên               | Chức vụ khi được bầu                                                     | Chức vụ khi được bầu                                                                                | Chức vụ đảm nhiệm | Chức vụ đảm nhiệm | Chức vụ đảm nhiệm |
| STT | Họ tên               | Chức vụ khi được bầu                                                     | Chức vụ khi được bầu                                                                                | Chức vụ           | Chức vụ | Nhiệm kỳ          |
| --- | -------------------- | ------------------------------------------------------------------------ | --------------------------------------------------------------------------------------------------- | ----------------- | --- | ----------------- |
| 1   | Võ Thanh Bình        |                                                                          | Bí thư Tỉnh ủy Cà Mau                                                                               |                   | Bí thư Tỉnh ủy Cà Mau | 4/2006-9/2008 tc  |
| 2   | Đào Xuân Cần         |                                                                          | Bí thư Tỉnh ủy Chủ tịch Hội đồng Nhân dân tỉnh Bắc Giang                                            |                   | Chủ tịch Liên minh Hợp tác xã Việt Nam                                                                                       | 8/2010-1/2011     |
| 3   | Trần Thị Kim Cúc     |                                                                          | Bí thư Tỉnh ủy Tiền Giang                                                                           |                   | Bí thư Tỉnh ủy Tiền Giang | 4/2006-10/2010    |
| 4   | Lê Thị Bân           |                                                                          | Bí thư Tỉnh ủy Tây Ninh                                                                             |                   | Bí thư Tỉnh ủy Tây Ninh | 4/2006-10/2010    |
| 5   | Huỳnh Văn Be         |                                                                          | Bí thư Tỉnh ủy Chủ tịch Hội đồng Nhân dân tỉnh tỉnh Bến Tre                                         |                   | Bí thư Tỉnh ủy Chủ tịch Hội đồng Nhân dân tỉnh tỉnh Bến Tre                                                                  | 4/2006-10/2010    |
| 6   | Trịnh Long Biên      |                                                                          | Bí thư Tỉnh ủy Điện Biên                                                                            |                   | Phó chủ nhiệm Ủy ban Kiểm tra Trung ương                                                                                     | 2/2008-1/2011     |
| 7   | Nguyễn Thái Bình     |                                                                          | Bí thư Tỉnh ủy Chủ tịch Hội đồng Nhân dân tỉnh Trà Vinh                                             |                   | Thứ trưởng Bộ Nội vụ Trưởng ban Tôn giáo Chính phủ                                                                           | 7/2010-1/2011     |
| 8   | Đinh Văn Cương       |                                                                          | Bí thư Tỉnh ủy Chủ tịch Hội đồng Nhân dân tỉnh Hà Nam                                               |                   | Phó truởng Ban Thường trực Ban chỉ đạo Tây Bắc                                                                               | 9/2010-1/2011     |
| 9   | Hà Hùng Cường        |                                                                          | Bí thư Tỉnh ủy Quảng Bình                                                                           |                   | Bộ trưởng Bộ Tư pháp | 8/2007-1/2011     |
| 10  | Bùi Tiến Dũng        |                                                                          | Bí thư Tỉnh ủy Chủ tịch Hội đồng Nhân dân tỉnh Thái Bình                                            |                   | Bí thư Tỉnh ủy Chủ tịch Hội đồng Nhân dân tỉnh Thái Bình                                                                     | 4/2006-10/2010    |
| 11  | Hồ Nghĩa Dũng        |                                                                          | Bí thư Tỉnh ủy Chủ tịch Hội đồng Nhân dân tỉnh Quảng Ngãi                                           |                   | Bí thư Tỉnh ủy Chủ tịch Hội đồng Nhân dân tỉnh Quảng Ngãi                                                                    | 4/2006-6/2006     |
| 11  | Hồ Nghĩa Dũng        | Bộ trưởng Bộ Giao thông Vận tải                                          | Bí thư Tỉnh ủy Chủ tịch Hội đồng Nhân dân tỉnh Quảng Ngãi                                           | 6/2006-1/2011     | |                   |
| 12  | Trịnh Đình Dũng      |                                                                          | Bí thư Tỉnh ủy Chủ tịch Hội đồng Nhân dân tỉnh Vĩnh Phúc                                            |                   | Bí thư Tỉnh ủy Chủ tịch Hội đồng Nhân dân tỉnh Vĩnh Phúc                                                                     | 4/2006-5/2010     |
| 12  | Trịnh Đình Dũng      | Thứ trưởng Bộ Xây dựng                                                   | Bí thư Tỉnh ủy Chủ tịch Hội đồng Nhân dân tỉnh Vĩnh Phúc                                            | 5/2010-1/2011     | |                   |
| 13  | Mai Thế Dương        |                                                                          | Bí thư Tỉnh ủy Bắc Kạn                                                                              |                   | Bí thư Tỉnh ủy Bắc Kạn | 4/2006-11/2009    |
| 13  | Mai Thế Dương        | Ủy viên Ủy ban Kiểm tra Trung ương                                       | Bí thư Tỉnh ủy Bắc Kạn                                                                              | 1/2009-11/2009    | |                   |
| 13  | Mai Thế Dương        | Phó Chủ nhiệm Ủy ban Kiểm tra Kiểm tra Trung ương                        | Bí thư Tỉnh ủy Bắc Kạn                                                                              | 11/2009-1/2011    | |                   |
| 14  | Trần Đình Đàn        |                                                                          | Bí thư Tỉnh ủy Hà Tĩnh                                                                              |                   | Bí thư Tỉnh ủy Hà Tĩnh | 4/2006-7/2007     |
| 14  | Trần Đình Đàn        | Ủy viên Ủy ban thường vụ Quốc hội Chủ nhiệm Văn phòng Quốc hội           | Bí thư Tỉnh ủy Hà Tĩnh                                                                              | 7/2007-1/2011     | |                   |
| 15  | Chu Văn Đạt          |                                                                          | Bí thư Tỉnh ủy Chủ tịch Hội đồng Nhân dân tỉnh Nam Định                                             |                   | Bí thư Tỉnh ủy Chủ tịch Hội đồng Nhân dân tỉnh Nam Định                                                                      | 4/2006-10/2010    |
| 15  | Chu Văn Đạt          | Phó trưởng ban Tuyên giáo Trung ương                                     | Bí thư Tỉnh ủy Chủ tịch Hội đồng Nhân dân tỉnh Nam Định                                             | 10/2010-1/2011    | |                   |
| 16  | Phan Tấn Đạt         |                                                                          | Bí thư Tỉnh ủy Bạc Liêu                                                                             |                   | Bí thư Tỉnh ủy Bạc Liêu | 4/2006-10/2010    |
| 17  | Thào Xuân Sùng       |                                                                          | Bí thư Tỉnh ủy Chủ tịch Hội đồng Nhân dân tỉnh Sơn La                                               |                   | Bí thư Tỉnh ủy Chủ tịch Hội đồng Nhân dân tỉnh Sơn La                                                                        | 4/2006-1/2011     |
| 18  | Nguyễn Bá Thanh      |                                                                          | Bí thư Tỉnh ủy Chủ tịch Hội đồng Nhân dân thành phố Đà Nẵng                                         |                   | Bí thư Tỉnh ủy Chủ tịch Hội đồng Nhân dân thành phố Đà Nẵng                                                                  | 4/2006-1/2011     |
| 19  | Trần Đình Thành      |                                                                          | Bí thư Tỉnh ủy Chủ tịch Hội đồng Nhân dân tỉnh Đồng Nai                                             |                   | Bí thư Tỉnh ủy Chủ tịch Hội đồng Nhân dân tỉnh Đồng Nai                                                                      | 4/2006-1/2011     |
| 20  | Nguyễn Thế Thảo      |                                                                          | Bí thư Tỉnh ủy Chủ tịch Hội đồng Nhân dân tỉnh Bắc Ninh                                             |                   | Bí thư Tỉnh ủy Chủ tịch Hội đồng Nhân dân tỉnh Bắc Ninh                                                                      | 4/2006-9/2007     |
| 20  | Nguyễn Thế Thảo      | Phó Bí thư Thành ủy Chủ tịch Ủy ban Nhân dân thành phố Hà Nội            | Bí thư Tỉnh ủy Chủ tịch Hội đồng Nhân dân tỉnh Bắc Ninh                                             | 9/2007-1/2011     | |                   |
| 21  | Trương Văn Tiếp      |                                                                          | Bí thư Tỉnh ủy Chủ tịch Hội đồng Nhân dân tỉnh Long An                                              |                   | Bí thư Tỉnh ủy Chủ tịch Hội đồng Nhân dân tỉnh Long An                                                                       | 4/2006-10/2010    |
| 22  | Nguyễn Hoàng Việt    |                                                                          | Bí thư Tỉnh ủy An Giang                                                                             |                   | Bí thư Tỉnh ủy An Giang | 4/2006-12/2009    |
| 22  | Nguyễn Hoàng Việt    | Phó trưởng Ban Tổ chức Trung ương Đảng                                   | Bí thư Tỉnh ủy An Giang                                                                             | 12/2009-1/2011    | |                   |
| 23  | Y Vêng               |                                                                          | Bí thư Tỉnh ủy Kon Tum                                                                              |                   | Bí thư Tỉnh ủy Kon Tum | 4/2006-10/2010    |
| 24  | Huỳnh Văn Tý         |                                                                          | Bí thư Tỉnh ủy Chủ tịch Hội đồng Nhân dân tỉnh Bình Thuận                                           |                   | Bí thư Tỉnh ủy Chủ tịch Hội đồng Nhân dân tỉnh Bình Thuận                                                                    | 4/2006-1/2011     |
| 25  | Nguyễn Văn Tự        |                                                                          | Bí thư Tỉnh ủy Khánh Hòa                                                                            |                   | Bí thư Tỉnh ủy Khánh Hòa | 4/2006-10/2010    |
| 26  | Trương Quốc Tuấn     |                                                                          | Bí thư Tỉnh ủy Chủ tịch Hội đồng Nhân dân tỉnh Kiên Giang                                           |                   | Phó trưởng Ban Dân vận Trung ương                                                                                            | 10/2010-1/2011    |
| 27  | Nguyễn Thị Nương     |                                                                          | Bí thư Tỉnh ủy Cao Bằng                                                                             |                   | Bí thư Tỉnh ủy Cao Bằng | 4/2006-10/2010    |
| 27  | Nguyễn Thị Nương     | Phó Trưởng Ban Dân vận Trung ương                                        | Bí thư Tỉnh ủy Cao Bằng                                                                             | 10/2010-1/2011    | |                   |
| 27  | Nguyễn Thị Nương     | Phó Chủ tịch Hội đồng Dân tộc của Quốc hội                               | Bí thư Tỉnh ủy Cao Bằng                                                                             | 8/2007-1/2011     | |                   |
| 28  | Phùng Quốc Hiển      |                                                                          | Bí thư Tỉnh ủy Yên Bái                                                                              |                   | Chủ nhiệm Uỷ ban Tài chính - ngân sách Quốc hội                                                                              | 7/2007-1/2011     |
| 29  | Bùi Thanh Quyến      |                                                                          | Bí thư Tỉnh ủy Chủ tịch Hội đồng Nhân dân tỉnh Hải Dương                                            |                   | Bí thư Tỉnh ủy Chủ tịch Hội đồng Nhân dân tỉnh Hải Dương                                                                     | 4/2006-1/2011     |
| 30  | Võ Minh Chiến        |                                                                          | Phó Bí thư Thường trực Tỉnh uỷ Sóc Trăng                                                            |                   | Bí thư tỉnh ủy Sóc Trăng | 10/2007-1/2011    |
| 31  | Nguyễn Thế Trung     |                                                                          | Bí thư Tỉnh ủy Chủ tịch Hội đồng Nhân dân tỉnh Nghệ An                                              |                   | Phó Trưởng ban thường trực Ban Dân vận Trung ương                                                                            | 6/2009-1/2011     |
| 32  | Hà Sơn Nhin          |                                                                          | Bí thư Tỉnh ủy Gia Lai                                                                              |                   | Bí thư Tỉnh ủy Gia Lai | 4/2006-1/2011     |
| 33  | Nguyễn Văn Thuận     |                                                                          | Bí thư Thành ủy Chủ tịch Hội đồng Nhân dân Thành phố Hải Phòng                                      |                   | Phó Chánh Văn phòng Trung ương Đảng                                                                                          | 10/2010-1/2011    |
| 34  | Niê Thuật            |                                                                          | Bí thư Tỉnh ủy Chủ tịch Hội đồng Nhân dân tỉnh Đắk Lắk                                              |                   | Bí thư Tỉnh ủy Chủ tịch Hội đồng Nhân dân tỉnh Đắk Lắk                                                                       | 4/2006-1/2011     |
| 35  | Nguyễn Văn Đẳng      |                                                                          | Bí thư Tỉnh ủy Chủ tịch Hội đồng Nhân dân tỉnh Lâm Đồng                                             |                   | Phó Văn phòng Trung ương Đảng - phụ trách phía nam                                                                           | 9/2007-11/2010    |
| 35  | Nguyễn Văn Đẳng      | Phó chánh Văn phòng Trung ương Đảng                                      | Bí thư Tỉnh ủy Chủ tịch Hội đồng Nhân dân tỉnh Lâm Đồng                                             | 11/2010-1/2011    | |                   |
| 36  | Huỳnh Minh Đoàn      |                                                                          | Bí thư Tỉnh ủy Chủ tịch Hội đồng Nhân dân tỉnh Đồng Tháp                                            |                   | Phó Ban chỉ đạo Tây Nam Bộ                                                                                                   | 10/2010-1/2011    |
| 37  | Hoàng Minh Nhất      |                                                                          | Bí thư Tỉnh ủy Hà Giang                                                                             |                   | Bí thư Tỉnh ủy Hà Giang | 4/2006-1/2011     |
| 38  | Nguyễn Văn Giàu      |                                                                          | Bí thư Tỉnh ủy Chủ tịch Hội đồng Nhân dân tỉnh Ninh Thuận                                           |                   | Thống đốc Ngân hàng Nhà nước Việt Nam                                                                                        | 8/2007-1/2011     |
| 39  | Vũ Hoàng Hà          |                                                                          | Phó Bí thư Tỉnh ủy Chủ tịch Ủy ban Nhân dân tỉnh Bình Định                                          |                   | Bí thư Tỉnh ủy Chủ tịch Hội đồng Nhân dân tỉnh Bình Định                                                                     | 7/2008-10/2010    |
| 40  | Hoàng Bình Quân      |                                                                          | Bí thư Tỉnh ủy Tuyên Quang                                                                          |                   | Trưởng ban Đối Ngoại Trung ương                                                                                              | 6/2009-1/2011     |
| 41  | Nguyễn Tấn Hưng      |                                                                          | Phó Bí thư Tỉnh ủy Chủ tịch Ủy ban Nhân dân tỉnh Bình Phước                                         |                   | Bí thư Tỉnh ủy Chủ tịch Hội đồng Nhân dân tỉnh Bình Phước                                                                    | 11/2007-1/2011    |
| 42  | Trần Lưu Hải         |                                                                          | Bí thư Tỉnh ủy Chủ tịch Hội đồng Nhân dân tỉnh Hòa Bình                                             |                   | Phó trưởng Ban Tổ chức Trung ương                                                                                            | 9/2007-1/2011     |
| 43  | Nguyễn Phong Quang   |                                                                          | Bí thư Tỉnh ủy Chủ tịch Hội đồng Nhân dân tỉnh Hậu Giang                                            |                   | Phó trưởng Ban chỉ đạo Tây Nam Bộ                                                                                            | 10/2010-1/2011    |
| 44  | Trương Văn Sáu       |                                                                          | Bí thư Tỉnh ủy Vĩnh Long                                                                            |                   | Bí thư Tỉnh ủy Vĩnh Long | 4/2006-10/2010    |
| 45  | Hà Văn Hiền          |                                                                          | Bí thư Tỉnh ủy Hà Tây                                                                               |                   | Chủ nhiệm Uỷ ban Kinh tế Quốc hội                                                                                            | 7/2007-1/2011     |
| 46  | Nguyễn Tuấn Minh     |                                                                          | Bí thư Tỉnh ủy Chủ tịch Hội đồng Nhân dân tỉnh Bà Rịa-Vũng Tàu                                      |                   | Bí thư Tỉnh ủy Chủ tịch Hội đồng Nhân dân tỉnh Bà Rịa-Vũng Tàu                                                               | 4/2006-1/2011     |
| 47  | Nguyễn Đình Phách    |                                                                          | Bí thư Tỉnh ủy Chủ tịch Hội đồng Nhân dân tỉnh Hưng Yên                                             |                   | Phó Chủ nhiệm Uỷ ban Kiểm tra Trung ương                                                                                     | 2/2008-1/2011     |
| 48  | Nguyễn Tấn Quyên     |                                                                          | Bí thư Thành ủy Cần Thơ                                                                             |                   | Bí thư Thành ủy Cần Thơ | 4/2006-1/2011     |
| 49  | Nguyễn Minh Triết    |                                                                          | Bí thư Thành ủy Thành phố Hồ Chí Minh                                                               |                   | Chủ tịch nước | 6/2006-1/2011     |
| 50  | Nguyễn Minh Quang    |                                                                          | Bí thư Tỉnh ủy Lai Châu                                                                             |                   | Thứ trưởng Bộ Nông nghiệp và Phát triển Nông thôn Bí thư Đảng ủy Khối Cơ quan Trung ương                                     | 12/2010-1/2011    |
| 51  | Nguyễn Văn Quynh     |                                                                          | Bí thư Tỉnh ủy Chủ tịch Hội đồng Nhân dân tỉnh Quảng Ninh                                           |                   | Phó Trưởng ban Tổ chức Trung ương                                                                                            | 11/2007-1/2011    |
| 52  | Nguyễn Bắc Son       |                                                                          | Bí thư Tỉnh ủy Thái Nguyên                                                                          |                   | Phó Trưởng ban Tuyên giáo Trung ương                                                                                         | 10/2007-1/2011    |
| 53  | Mai Thế Trung        |                                                                          | Bí thư Tỉnh ủy Bình Dương                                                                           |                   | Bí thư Tỉnh ủy Bình Dương | 4/2006-1/2011     |
| 54  | Hồ Xuân Mãn          |                                                                          | Bí thư Tỉnh ủy Thừa Thiên Huế                                                                       |                   | Bí thư Tỉnh ủy Thừa Thiên Huế                                                                                                | 4/2006-10/2010    |
| 55  | Vũ Ngọc Hoàng        |                                                                          | Bí thư Tỉnh ủy Quảng Nam                                                                            |                   | Phó trưởng Ban Tuyên giáo Trung ương                                                                                         | 2/2008-1/2011     |
| 56  | Vũ Huy Hoàng         |                                                                          | Bí thư Tỉnh ủy Lạng Sơn                                                                             |                   | Bộ trưởng Bộ Công thương | 8/2007-1/2011     |
| 57  | Đào Tấn Lộc          |                                                                          | Bí thư Tỉnh ủy Phú Yên                                                                              |                   | Bí thư Tỉnh ủy Phú Yên | 4/2006-1/2011     |
| 58  | Ngô Đức Vượng        |                                                                          | Bí thư Tỉnh ủy Chủ tịch Hội đồng Nhân dân tỉnh Phú Thọ                                              |                   | Bí thư Tỉnh ủy Chủ tịch Hội đồng Nhân dân tỉnh Phú Thọ                                                                       | 4/2006-10/2010    |
| 59  | Bùi Quang Vinh       |                                                                          | Bí thư Tỉnh ủy Lào Cai                                                                              |                   | Thứ trưởng Bộ Kế hoạch và Đầu tư                                                                                             | 3/2010-1/2011     |
| 60  | Đinh Văn Hùng        |                                                                          | Bí thư Tỉnh ủy Chủ tịch Hội đồng Nhân dân tỉnh Ninh Bình                                            |                   | Bí thư Tỉnh ủy Ninh Bình | 4/2006-10/2010 kl |
| 61  | Lê Hữu Phúc          |                                                                          | Phó Bí thư Tỉnh ủy Chủ tịch Ủy ban Nhân dân tỉnh Quảng Trị                                          |                   | Bí thư Tỉnh ủy Chủ tịch Hội đồng Nhân dân tỉnh Quảng Trị                                                                     | 6/2009-1/2011     |
| 62  | Nguyễn Phú Trọng     |                                                                          | Bí thư Thành ủy Hà Nội Chủ tịch Hội đồng Lý luận Trung ương                                         |                   | Chủ tịch Quốc hội | 6/2006-1/2011     |
| 63  | Nguyễn Văn Lợi       |                                                                          | Phó Bí thư Tỉnh ủy Chủ tịch Ủy ban Nhân dân tỉnh Thanh Hoá                                          |                   | Bí thư Tỉnh ủy Thanh Hoá | 10/2007-10/2010   |
| 64  | Lê Thanh Hải         |                                                                          | Phó Bí thư Thành ủy Chủ tịch Ủy ban Nhân dân Thành phố Hồ Chí Minh                                  |                   | Bí thư Thành ủy Thành phố Hồ Chí Minh                                                                                        | 7/2006-1/2011     |
| 65  | Đinh Thế Huynh       |                                                                          | Tổng Biên tập báo Nhân dân Chủ tịch Hội Nhà báo Việt Nam                                            |                   | Tổng Biên tập báo Nhân dân Chủ tịch Hội Nhà báo Việt Nam                                                                     | 4/2006-1/2011     |
| 66  | Nguyễn Văn Hưởng     |                                                                          | Thượng tướng Thứ trưởng Bộ Công an                                                                  |                   | Thượng tướng Thứ trưởng Bộ Công an                                                                                           | 4/2006-1/2011     |
| 67  | Nguyễn Tuấn Khanh    |                                                                          | Phó trưởng Ban Nội chính Trung ương Bí thư Đảng uỷ khối cơ quan Nội chính Trung ương                |                   | Phó trưởng Ban Tổ chức Trung ương                                                                                            | 4/2007-9/2008     |
| 67  | Nguyễn Tuấn Khanh    | 10/2010-1/2011                                                           | Phó trưởng Ban Nội chính Trung ương Bí thư Đảng uỷ khối cơ quan Nội chính Trung ương                |                   | Phó trưởng Ban Tổ chức Trung ương                                                                                            |                   |
| 67  | Nguyễn Tuấn Khanh    | Bí thư Tỉnh ủy Cà Mau                                                    | Phó trưởng Ban Nội chính Trung ương Bí thư Đảng uỷ khối cơ quan Nội chính Trung ương                | 9/2008-10/2010    | |                   |
| 68  | Trương Quang Khánh   |                                                                          | Trung tướng Chủ nhiệm Tổng cục Kỹ thuật                                                             |                   | Chủ nhiệm Tổng cục Công nghiệp Quốc phòng Thứ trưởng Bộ Quốc phòng                                                           | 2/2009-1/2011     |
| 69  | Phạm Gia Khiêm       |                                                                          | Phó Thủ tướng Chính phủ                                                                             |                   | Phó Thủ tướng Chính phủ Bộ trưởng Bộ Ngoại giao                                                                              | 6/2006-1/2011     |
| 70  | Hà Thị Khiết         |                                                                          | Chủ tịch Hội Liên hiệp Phụ nữ Việt Nam                                                              |                   | Trưởng ban Dân vận Trung ương                                                                                                | 9/2007-1/2011     |
| 71  | Nguyễn Đức Kiên      |                                                                          | Uỷ viên Uỷ ban Thường vụ Quốc hội Chủ nhiệm Uỷ ban Kinh tế và Ngân sách của Quốc hội                |                   | Phó Chủ tịch Quốc hội | 7/2007-1/2011     |
| 72  | Phan Trung Kiên      |                                                                          | Thượng tướng, Thứ trưởng Bộ Quốc phòng                                                              |                   | Thượng tướng, Thứ trưởng Bộ Quốc phòng                                                                                       | 4/2006-1/2011     |
| 73  | Vũ Trọng Kim         |                                                                          | Phó Trưởng ban Thường trực Ban Dân vận Trung ương Bí thư Đảng uỷ khối cơ quan Dân vận Trung ương    |                   | Phó Chủ tịch kiêm Tổng Thư ký Ủy ban Trung ương Mặt trận Tổ quốc Việt Nam                                                    | 1/2008-1/2011     |
| 74  | Ngô Xuân Lịch        |                                                                          | Thiếu tướng Chính uỷ Quân khu 3                                                                     |                   | Trung tướng Phó Chủ nhiệm Tổng cục Chính trị                                                                                 | 1/2008-1/2011     |
| 75  | Lê Doãn Hợp          |                                                                          | Phó Trưởng ban Tư tưởng - Văn hóa Trung ương                                                        |                   | Bộ trưởng Bộ Văn hóa Thông tin                                                                                               | 6/2006-8/2007     |
| 75  | Lê Doãn Hợp          | Bộ trưởng Bộ Thông tin và Truyền thông                                   | Phó Trưởng ban Tư tưởng - Văn hóa Trung ương                                                        | 8/2007-1/2011     | |                   |
| 76  | Võ Đức Huy           |                                                                          | Phó Trưởng ban thường trực Ban Kinh tế Trung ương Bí thư Đảng ủy khối cơ quan Kinh tế Trung ương    |                   | Bí thư Đảng uỷ khối Doanh nghiệp TW                                                                                          | 4/2007-10/2010    |
| 77  | Uông Chu Lưu         |                                                                          | Bộ trưởng Bộ Tư pháp                                                                                |                   | Phó Chủ tịch Quốc hội | 7/2007-1/2011     |
| 78  | Trương Thị Mai       |                                                                          | Phó Chủ nhiệm Ủy ban Văn hoá, Giáo dục, Thanh niên, Thiếu niên và Nhi đồng của Quốc hội             |                   | Chủ nhiệm Ủy ban Về các vấn đề xã hội Quốc hội                                                                               | 7/2007-1/2011     |
| 79  | Phương Minh Hoà      |                                                                          | Thiếu tướng Chính ủy Quân chủng Phòng không - Không quân                                            |                   | Trung tướng Tư lệnh Quân chủng Phòng không - Không quân                                                                      | 2010-1/2011       |
| 80  | Vi Văn Mạn           |                                                                          | Thiếu tướng Chính ủy Quân khu 1                                                                     |                   | Trung tướng Bí thư Đảng ủy, Chính ủy Quân khu 1                                                                              | 4/2006-1/2011     |
| 81  | Nông Đức Mạnh        |                                                                          | Tổng Bí thư Ban Chấp hành Trung ương                                                                |                   | Tổng Bí thư Ban Chấp hành Trung ương                                                                                         | 4/2006-1/2011     |
| 82  | Đặng Vũ Minh         |                                                                          | Chủ tịch Viện Khoa học và Công nghệ Việt Nam                                                        |                   | Chủ nhiệm Uỷ ban Khoa học - công nghệ và môi trường Quốc hội                                                                 | 7/2007-1/2011     |
| 83  | Vũ Văn Hiền          |                                                                          | Tổng Giám đốc Đài Tiếng nói Việt Nam                                                                |                   | Tổng Giám đốc Đài Tiếng nói Việt Nam                                                                                         | 4/2006-1/2011     |
| 84  | Đỗ Hoài Nam          |                                                                          | Chủ tịch Viện Khoa học Xã hội Việt Nam                                                              |                   | Chủ tịch Viện Khoa học Xã hội Việt Nam                                                                                       | 4/2006-1/2011     |
| 85  | Mai Văn Năm          |                                                                          | Phó Trưởng ban Thường trực Ban Chỉ đạo Tây Nguyên                                                   |                   | Phó Trưởng ban Thường trực Ban Chỉ đạo Tây Nguyên                                                                            | 4/2006-1/2011     |
| 86  | Nguyễn Thị Kim Ngân  |                                                                          | Thứ trưởng Bộ Thương mại                                                                            |                   | Bộ trưởng Bộ Lao động - Thương binh - Xã hội, Bí thư Ban cán sự Đảng Bộ Lao động – Thương binh và Xã hội                     | 8/2007-1/2011     |
| 87  | Phạm Quang Nghị      |                                                                          | Bộ trưởng Bộ Văn hoá Thông tin                                                                      |                   | Bí thư Thành ủy Hà Nội | 6/2006-1/2011     |
| 88  | Lê Hữu Nghĩa         |                                                                          | Tổng biên tập Tạp chí Cộng sản Phó Chủ tịch Thường trực Hội đồng Lý luận Trung ương                 |                   | Giám đốc Học viện Chính trị-Hành chính Quốc gia Hồ Chí Minh                                                                  | 6/2006-1/2011     |
| 89  | Nguyễn Khắc Nghiên   |                                                                          | Trung tướng, Phó Tổng Tham mưu trưởng Quân đội Nhân dân Việt Nam                                    |                   | Thượng tướng Tổng Tham mưu trưởng Quân đội Nhân dân Việt Nam Thứ trưởng Bộ Quốc phòng                                        | 4/2006-11/2010 qđ |
| 90  | Phạm Khôi Nguyên     |                                                                          | Thứ trưởng Bộ Tài nguyên Môi trường                                                                 |                   | Bộ trưởng Bộ Tài nguyên Môi trường                                                                                           | 8/2007-1/2011     |
| 91  | Huỳnh Thị Nhân       |                                                                          | Thứ trưởng Bộ Lao động – Thương binh và Xã hội                                                      |                   | Phó Bí thư Thành Ủy Thành phố Hồ Chí Minh                                                                                    | 12/2008-10/2010   |
| 91  | Huỳnh Thị Nhân       | Phó Chánh Văn phòng Trung ương Đảng phụ trách phía nam                   | Thứ trưởng Bộ Lao động – Thương binh và Xã hội                                                      | 11/2010-1/2011    | |                   |
| 92  | Nguyễn Thiện Nhân    |                                                                          | Phó Chủ tịch Thường trực Ủy ban nhân dân Thành phố Hồ Chí Minh                                      |                   | Bộ trưởng Bộ Giáo dục và Đào tạo                                                                                             | 6/2006-6/2010     |
| 92  | Nguyễn Thiện Nhân    | Phó Thủ tướng Chính phủ                                                  | Phó Chủ tịch Thường trực Ủy ban nhân dân Thành phố Hồ Chí Minh                                      | 7/2007-1/2011     | |                   |
| 93  | Nguyễn Văn Được      |                                                                          | Thượng tướng Thứ trưởng Bộ Quốc phòng                                                               |                   | Thượng tướng Thứ trưởng Bộ Quốc phòng                                                                                        | 4/2006-1/2011     |
| 94  | Vũ Tiến Chiến        |                                                                          | Phó Trưởng ban Thường trực Ban Chỉ đạo Tây Bắc                                                      |                   | Chánh Văn phòng Ban chỉ đạo Trung ương về phòng chống tham nhũng                                                             | 12/2006-1/2011    |
| 95  | Vũ Văn Ninh          |                                                                          | Thứ trưởng Bộ Tài chính                                                                             |                   | Bộ trưởng Bộ Tài chính | 6/2006-1/2011     |
| 96  | Lê Văn Dũng          |                                                                          | Thượng tướng Chủ nhiệm Tổng cục Chính trị                                                           |                   | Đại tướng Chủ nhiệm Tổng cục Chính trị                                                                                       | 4/2006-1/2011     |
| 97  | Nguyễn Văn Hiến      |                                                                          | Phó Đô đốc, Tư lệnh Quân chủng Hải quân                                                             |                   | Phó Đô đốc, Tư lệnh Quân chủng Hải quân                                                                                      | 4/2006-1/2011     |
| 98  | Cao Đức Phát         |                                                                          | Bộ trưởng Nông nghiệp và Phát triển Nông thôn                                                       |                   | Bộ trưởng Nông nghiệp và Phát triển Nông thôn                                                                                | 4/2006-1/2011     |
| 99  | Mai Quang Phấn       |                                                                          | Thiếu tướng, Chính ủy Quân khu 4                                                                    |                   | Trung tướng Bí thư Đảng ủy, Chính ủy Quân khu 4                                                                              | 4/2006-1/2011     |
| 100 | Hoàng Văn Phong      |                                                                          | Bộ trưởng Bộ Khoa học và Công nghệ                                                                  |                   | Bộ trưởng Bộ Khoa học và Công nghệ                                                                                           | 4/2006-1/2011     |
| 101 | Tòng Thị Phóng       |                                                                          | Trưởng ban Dân vận Trung ương                                                                       |                   | Phó Chủ tịch Quốc hội | 7/2007-1/2011     |
| 102 | Phùng Hữu Phú        |                                                                          | Phó Bí thư Thường trực Thành ủy Chủ tịch Hội đồng Nhân dân Thành phố Hà Nội                         |                   | Phó Trưởng ban Thường trực Ban Tuyên giáo Trung ương Phó Chủ tịch thường trực Hội đồng Lý luận Trung ương                    | 11/2006-1/2011    |
| 103 | Nguyễn Sinh Hùng     |                                                                          | Bộ trưởng Bộ Tài chính                                                                              |                   | Phó Thủ tướng thường trực Trưởng ban Chỉ đạo Tây Nam Bộ                                                                      | 6/2006-1/2011     |
| 104 | Nguyễn Xuân Phúc     |                                                                          | Phó Tổng Thanh tra Chính phủ                                                                        |                   | Phó Chủ nhiệm Thường trực Văn phòng Chính phủ, Bộ trưởng, Chủ nhiệm Văn phòng Chính phủ                                      | 8/2007-1/2011     |
| 105 | Võ Hồng Phúc         |                                                                          | Bộ trưởng Bộ Kế hoạch và Đầu tư                                                                     |                   | Bộ trưởng Bộ Kế hoạch và Đầu tư                                                                                              | 4/2006-1/2011     |
| 106 | Giàng Seo Phử        |                                                                          | Phó Trưởng ban Tổ chức Trung ương                                                                   |                   | Bộ trưởng, Chủ nhiệm Uỷ ban Dân tộc                                                                                          | 8/2007-1/2011     |
| 107 | Ksor Phước           |                                                                          | Bộ trưởng, Chủ nhiệm Ủy ban Dân tộc                                                                 |                   | Chủ tịch Hội đồng Dân tộc Quốc hội                                                                                           | 7/2007-1/2011     |
| 108 | Nguyễn Văn Hiện      |                                                                          | Chánh án Toà án nhân dân tối cao                                                                    |                   | Phó Trưởng ban Chuyên trách Ban Chỉ đạo Cải cách Tư pháp Trung ương                                                          | 7/2007-1/2011     |
| 109 | Nguyễn Đức Hạt       |                                                                          | Phó trưởng ban thường trực Ban Tổ chức Trung ương                                                   |                   | Phó trưởng ban thường trực Ban Tổ chức Trung ương                                                                            | 4/2006-1/2011     |
| 110 | Trần Đại Quang       |                                                                          | Thiếu tướng Thứ trưởng Bộ Công an                                                                   |                   | Trung tướng Thứ trưởng Bộ Công an                                                                                            | 4/2006-1/2011     |
| 111 | Hoàng Trung Hải      |                                                                          | Bộ trưởng Bộ Công nghiệp                                                                            |                   | Phó Thủ tướng Chính phủ | 8/2007-1/2011     |
| 112 | Lê Hoàng Quân        |                                                                          | Phó Bí thư Thường trực Thành ủy Thành phố Hồ Chí Minh                                               |                   | Phó Bí thư Thành ủy Chủ tịch Ủy ban Nhân dân Thành phố Hồ Chí Minh                                                           | 7/2006-1/2011     |
| 113 | Nguyễn Việt Quân     |                                                                          | Thiếu tướng, Chính ủy Quân khu 9                                                                    |                   | Trung tướng Chính ủy Quân khu 9                                                                                              | 4/2006-1/2011     |
| 114 | Nguyễn Hồng Quân     |                                                                          | Bộ trưởng Bộ Xây dựng                                                                               |                   | Bộ trưởng Bộ Xây dựng | 4/2006-1/2011     |
| 115 | Vũ Văn Hiến          |                                                                          | Tổng Giám đốc Đài Truyền hình Việt Nam                                                              |                   | Tổng Giám đốc Đài Truyền hình Việt Nam                                                                                       | 4/2006-1/2011     |
| 116 | Nguyễn Tấn Dũng      |                                                                          | Phó Thủ tướng Thường trực                                                                           |                   | Thủ tướng Chính phủ | 6/2006-1/2011     |
| 117 | Đặng Văn Hiếu        |                                                                          | Thiếu tướng Thứ trưởng Bộ Công an                                                                   |                   | Trung tướng Thứ trưởng Bộ Công an                                                                                            | 4/200-1/2011      |
| 118 | Tô Huy Rứa           |                                                                          | Giám đốc Học viện Chính trị Quốc gia Hồ Chí Minh                                                    |                   | Trưởng ban Tuyên giáo Trung ương Chủ tịch Hội đồng Lý luận Trung ương                                                        | 4/2007-1/2011     |
| 118 | Tô Huy Rứa           |                                                                          | Giám đốc Học viện Chính trị Quốc gia Hồ Chí Minh                                                    |                   | Trưởng ban Tuyên giáo Trung ương Chủ tịch Hội đồng Lý luận Trung ương                                                        | 4/2007-1/2011     |
| 119 | Trương Tấn Sang      |                                                                          | Trưởng ban Kinh tế Trung ương                                                                       |                   | Thường trực Ban Bí thư | 4/2006-1/2011     |
| 119 | Trương Tấn Sang      |                                                                          | Trưởng ban Kinh tế Trung ương                                                                       |                   | Thường trực Ban Bí thư | 4/2006-1/2011     |
| 120 | Trần Văn Hằng        |                                                                          | Phó trưởng Ban Đối ngoại Trung ương                                                                 |                   | Trưởng ban Đối ngoại Trung ương, Bí thư Ban Cán sự Đảng ngoài nước                                                           | 8/2007-6/2009     |
| 120 | Trần Văn Hằng        | Bí thư Tỉnh uỷ Nghệ An                                                   | Phó trưởng Ban Đối ngoại Trung ương                                                                 | 6/2009-10/2010    | |                   |
| 120 | Trần Văn Hằng        | Phó trưởng ban Tuyên giáo Trung ương                                     | Phó trưởng Ban Đối ngoại Trung ương                                                                 | 10/2010-1/2011    | |                   |
| 121 | Nguyễn Huy Hiệu      |                                                                          | Thượng tướng, Thứ trưởng Bộ Quốc phòng                                                              |                   | Thượng tướng, Thứ trưởng Bộ Quốc phòng                                                                                       | 4/2006-1/2011     |
| 122 | Nguyễn Văn Son       |                                                                          | Trưởng ban Đối ngoại Trung ương Bí thư Đảng ủy khối cơ quan Đối ngoại Trung ương                    |                   | Chủ nhiệm Uỷ ban Đối ngoại Quốc hội                                                                                          | 7/2007-1/2011     |
| 123 | Huỳnh Ngọc Sơn       |                                                                          | Trung tướng, Tư lệnh Quân khu 5                                                                     |                   | Phó Chủ tịch Quốc hội | 7/2007-1/2011     |
| 124 | Sơn Song Sơn         |                                                                          | Phó Chủ nhiệm Thường trực Ủy ban Dân tộc                                                            |                   | Phó trưởng ban Thường trực Ban Chỉ đạo Tây Nam Bộ                                                                            | 7/2007-1/2011     |
| 125 | Nguyễn Thành Cung    |                                                                          | Thiếu tướng, Chính uỷ Quân khu 7                                                                    |                   | Trung tướng, Phó Chủ nhiệm Tổng cục Chính trị Quân đội Nhân dân Việt Nam                                                     | 2010-1/2011       |
| 126 | Tạ Ngọc Tấn          |                                                                          | Giám đốc Học viện Báo chí Tuyên truyền thuộc Học viện Chính trị Quốc gia Hồ Chí Minh                |                   | Tổng biên tập Tạp chí Cộng sản                                                                                               | 7/2006-1/2011     |
| 127 | Hoàng Xuân Cừ        |                                                                          | Trưởng ban Nghiên cứu của Bộ Chính trị về an ninh quốc gia                                          |                   | Bí thư Đảng uỷ lâm thời Khối các cơ quan Trung ương, Bí thư Đảng uỷ Khối Cơ quan Trung ương                                  | 4/2007-12/2010    |
| 128 | Phùng Quang Thanh    |                                                                          | Thượng tướng Thứ trưởng Bộ Quốc phòng Tổng Tham mưu trưởng Quân đội Nhân dân Việt Nam               |                   | Đại tướng Bộ trưởng Bộ Quốc phòng                                                                                            | 6/2006-1/2011     |
| 129 | Trương Hòa Bình      |                                                                          | Thiếu tướng Thứ trưởng Bộ Công an                                                                   |                   | Trung tướng Chánh án Tòa án Nhân dân Tối cao                                                                                 | 7/2007-1/2011     |
| 130 | Hoàng Tuấn Anh       |                                                                          | Phó Tổng cục trưởng Tổng cục Du lịch                                                                |                   | Tổng cục trưởng Tổng cục Du lịch                                                                                             | 6/2006-8/2007     |
| 130 | Hoàng Tuấn Anh       | Bộ trưởng Bộ Văn hóa - Thể thao - Du lịch                                | Phó Tổng cục trưởng Tổng cục Du lịch                                                                | 8/2007-1/2011     | |                   |
| 131 | Đinh La Thăng        |                                                                          | Chủ tịch Hội đồng Quản trị Tập đoàn Dầu khí Việt Nam                                                |                   | Chủ tịch Hội đồng Thành viên Tập đoàn Dầu khí Việt Nam                                                                       | 6/2006-1/2011     |
| 132 | Đào Trọng Thi        |                                                                          | Giám đốc Đại học Quốc gia Hà Nội                                                                    |                   | Chủ nhiệm Uỷ ban Văn hóa - giáo dục - thanh niên - thiếu niên và nhi đồng Quốc hội                                           | 7/2007-1/2011     |
| 133 | Phạm Văn Thọ         |                                                                          | Trưởng ban Bảo vệ Chính trị nội bộ, Bí thư Đảng ủy khối I cơ quan Trung ương                        |                   | Phó Trưởng ban Tổ chức Trung ương                                                                                            | 4/2007-1/2011     |
| 134 | Phạm Thị Hải Chuyền  |                                                                          | Phó Chủ nhiệm Uỷ ban Kiểm tra Trung ương                                                            |                   | Phó Chủ nhiệm Thường trực Uỷ ban Kiểm tra Trung ương                                                                         | 4/2006-1/2011     |
| 135 | Lê Thị Thu Ba        |                                                                          | Thứ trưởng Bộ Bộ Tư pháp                                                                            |                   | Chủ nhiệm Uỷ ban Pháp luật Quốc hội                                                                                          | 7/2007-1/2011     |
| 136 | Lê Đức Thúy          |                                                                          | Thống đốc Ngân hàng Nhà nước Việt Nam                                                               |                   | Phó Chủ tịch chuyên trách Hội đồng Tư vấn chính sách tài chính, tiền tệ Quốc gia Chủ tịch Ủy ban Giám sát tài chính Quốc gia | 9/2007-1/2011     |
| 137 | Lê Thế Tiệm          |                                                                          | Thượng tướng, Thứ trưởng Bộ Công an                                                                 |                   | Thượng tướng, Thứ trưởng Bộ Công an                                                                                          | 4/2006-1/2011     |
| 138 | Nguyễn Quốc Cường    |                                                                          | Trưởng ban Tài chính Quản trị Trung ương                                                            |                   | Chủ tịch Hội nông dân Việt Nam                                                                                               | 4/2007-1/2011     |
| 139 | Nguyễn Khánh Toàn    |                                                                          | Thượng tướng, Thứ trưởng Thường trực Bộ Công an                                                     |                   | Thượng tướng, Thứ trưởng Thường trực Bộ Công an                                                                              | 4/2006-1/2011     |
| 140 | Huỳnh Phong Tranh    |                                                                          | Phó trưởng Ban Chỉ đạo Tây Nam Bộ                                                                   |                   | Bí thư Tỉnh ủy tỉnh Lâm Đồng                                                                                                 | 9/2007-1/2011     |
| 141 | Nguyễn Văn Chiền     |                                                                          | Chủ nhiệm Văn phòng Chủ tịch nước                                                                   |                   | Chủ nhiệm Văn phòng Chủ tịch nước                                                                                            | 4/2006-1/2011     |
| 142 | Nguyễn Quốc Triệu    |                                                                          | Phó Bí thư Thành ủy Chủ tịch Ủy ban Nhân dân Thành phố Hà Nội                                       |                   | Bộ trưởng Bộ Y tế | 8/2007-1/2011     |
| 143 | Phạm Xuân Hùng       |                                                                          | Trung tướng, Phó Giám đốc Thường trực Học viện Quốc phòng                                           |                   | Trung tướng Giám đốc Học viện Quốc phòng Phó Tổng tham mưu trưởng Quân đội Nhân dân Việt Nam                                 | 8/2008-1/2011     |
| 144 | Trương Vĩnh Trọng    |                                                                          | Trưởng ban Nội chính Trung ương                                                                     |                   | Phó Thủ tướng Chính phủ Phó trưởng Ban Chỉ đạo Trung ương về phòng chống tham nhũng Trưởng ban Chỉ đạo Tây Bắc               | 8/2006-1/2011     |
| 144 | Trương Vĩnh Trọng    |                                                                          | Trưởng ban Nội chính Trung ương                                                                     |                   | Phó Thủ tướng Chính phủ Phó trưởng Ban Chỉ đạo Trung ương về phòng chống tham nhũng Trưởng ban Chỉ đạo Tây Bắc               | 8/2006-1/2011     |
| 145 | Nguyễn Thị Thanh Hoà |                                                                          | Phó Chủ tịch Hội Liên hiệp Phụ nữ Việt Nam                                                          |                   | Chủ tịch Hội Liên hiệp Phụ nữ Việt Nam                                                                                       | 10/2007-1/2011    |
| 146 | Huỳnh Đảm            |                                                                          | Phó Chủ tịch kiêm Tổng Thư ký Uỷ ban Trung ương Mặt trận Tổ quốc Việt Nam                           |                   | Chủ tịch Uỷ ban TƯ Mặt trận Tổ quốc Việt Nam                                                                                 | 1/2008-1/2011     |
| 147 | Trần Văn Truyền      |                                                                          | Phó Chủ nhiệm Ủy ban Kiểm tra Trung ương                                                            |                   | Tổng Thanh tra Chính phủ | 6/2006-1/2011     |
| 148 | Trần Văn Tuấn        |                                                                          | Phó Trưởng ban Tổ chức Trung ưởng                                                                   |                   | Bộ trưởng Bộ Nội vụ Bí thư Ban Cán sự Đảng Bộ Nội vụ                                                                         | 8/2007-1/2011     |
| 149 | Nguyễn Văn Chi       |                                                                          | Chủ nhiệm Uỷ ban Kiểm tra Trung ương                                                                |                   | Chủ nhiệm Uỷ ban Kiểm tra Trung ương                                                                                         | 4/2006-1/2011     |
| 150 | Đặng Ngọc Tùng       |                                                                          | Phó Chủ tịch Thường trực Tổng Liên đoàn Lao động Việt Nam                                           |                   | Chủ tịch Tổng Liên đoàn Lao động Việt Nam                                                                                    | 12/2006-1/2011    |
| 151 | Phạm Minh Tuyên      |                                                                          | Phó Trưởng ban Thường trực Ban Bảo vệ Chính trị nội bộ Trung ương                                   |                   | Ủy viên Ủy ban Thường vụ Quốc hội - Trưởng ban Công tác Đại biểu của Quốc hội                                                | 7/2007-1/2011     |
| 152 | Lê Hồng Anh          |                                                                          | Đại tướng, Bộ trưởng Bộ Công an                                                                     |                   | Bộ trưởng Bộ Công an Trưởng ban Chỉ đạo Tây Nguyên                                                                           | 4/2006-1/2011     |
| 153 | Đào Ngọc Dung        |                                                                          | Bí thư thứ nhất Trung ương Đoàn Thanh niên Cộng sản Hồ Chí Minh                                     |                   | Bí thư Ban cán sự Đảng ngoài nước                                                                                            | 12/2006- 8/2007   |
| 153 | Đào Ngọc Dung        | Phó Trưởng ban thường trực Ban Chỉ đạo Tây Bắc                           | Bí thư thứ nhất Trung ương Đoàn Thanh niên Cộng sản Hồ Chí Minh                                     | 8/2007–5/2010     | |                   |
| 153 | Đào Ngọc Dung        | Phó bí thư thường trực tỉnh ủy Yên Bái                                   | Bí thư thứ nhất Trung ương Đoàn Thanh niên Cộng sản Hồ Chí Minh                                     | 5/1010-10/2010    | |                   |
| 153 | Đào Ngọc Dung        | Bí thư tỉnh ủy Yên Bái                                                   | Bí thư thứ nhất Trung ương Đoàn Thanh niên Cộng sản Hồ Chí Minh                                     | 10/2010-1/2011    | |                   |
| 154 | Đỗ Bá Tỵ             |                                                                          | Thiếu tướng Phó Tư lệnh Tham mưu trưởng Quân khu 2                                                  |                   | Trung tướng Tư lệnh Quân khu 2                                                                                               | 4/2006-12/2010    |
| 154 | Đỗ Bá Tỵ             | Thứ trưởng Bộ Quốc phòng Tổng Tham mưu trưởng Quân đội Nhân dân Việt Nam | Thiếu tướng Phó Tư lệnh Tham mưu trưởng Quân khu 2                                                  | 12/2010-1/2011    | |                   |
| 155 | Ngô Văn Dụ           |                                                                          | Chánh Văn phòng Trung ương Đảng                                                                     |                   | Chánh Văn phòng Trung ương Đảng                                                                                              | 4/2006-1/2011     |
| 156 | Hồ Đức Việt          |                                                                          | Ủy viên Ủy ban Thường vụ Quốc hội, Chủ nhiệm Ủy ban Khoa học – Công nghệ và Môi trường của Quốc hội |                   | Trưởng ban Tổ chức Trung ương                                                                                                | 5/2006-1/2011     |
| 156 | Hồ Đức Việt          |                                                                          | Ủy viên Ủy ban Thường vụ Quốc hội, Chủ nhiệm Ủy ban Khoa học – Công nghệ và Môi trường của Quốc hội |                   | Trưởng ban Tổ chức Trung ương                                                                                                | 5/2006-1/2011     |
| 157 | Nguyễn Thị Doan      |                                                                          | Phó Chủ nhiệm Thường trực Uỷ ban Kiểm tra Trung ương Phó Bí thư Đảng uỷ khối I cơ quan Trung ương   |                   | Phó Chủ tịch nước | 7/2007-1/2011     |
| 158 | Vương Đình Huệ       |                                                                          | Phó Tổng Kiểm toán Nhà nước                                                                         |                   | Tổng Kiểm toán Nhà nước | 6/2006-1/2011     |
| 159 | Bùi Văn Huấn         |                                                                          | Trung tướng, Phó Chủ nhiệm Tổng cục Chính trị                                                       |                   | Thượng tướng, Phó Chủ nhiệm Tổng cục Chính trị                                                                               | 4/2006-1/2011     |
| 160 | Trần Quốc Vượng      |                                                                          | Phó Chánh Văn phòng Thường trực Văn phòng Trung ương Đảng                                           |                   | Phó Viện trưởng thường trực Viện Kiểm sát Nhân dân Tối cao Phó Chủ tịch Hội luật gia Việt Nam                                | 6/2006-7/2007     |
| 160 | Trần Quốc Vượng      | Viện trưởng Viện Kiểm sát Nhân dân Tối cao                               | Phó Chánh Văn phòng Thường trực Văn phòng Trung ương Đảng                                           | 7/2007-1/2011     | |                   |
| 161 | Phạm Bình Minh       |                                                                          | Thứ trưởng Thường trực Bộ Ngoại giao                                                                |                   | Thứ trưởng Thường trực Bộ Ngoại giao                                                                                         | 1/2009-1/2011 bs  |

## Ủy viên Trung ương Dự khuyết
Chú thích: TUV = Tỉnh ủy viên/Thành ủy viên; TVTU = Thường vụ Tỉnh ủy/Thành ủy
| STT | Họ tên              | Chức vụ khi được bầu                                         | Chức vụ đảm nhiệm                    | Chức vụ đảm nhiệm                                                    | Chức vụ đảm nhiệm |
| STT | Họ tên              | Chức vụ khi được bầu                                         | Chức vụ                              | Chức vụ                                                              | Nhiệm kỳ          |
| --- | ------------------- | ------------------------------------------------------------ | ------------------------------------ | -------------------------------------------------------------------- | ----------------- |
| 1   | Phan Thanh Bình     | Phó Giám đốc Đại học Quốc gia TP HCM                         |                                      | Giám đốc Đại học Quốc gia TP HCM                                     | 2007-1/2011       |
| 2   | Đỗ Văn Chiến        | Phó Chủ tịch Thường trực UBDN tỉnh Tuyên Quang               |                                      | Phó Bí thư Tỉnh ủy, Chủ tịch UBDN tỉnh Tuyên Quang                   | 6/2009-1/2011     |
| 3   | Mai Văn Chính       | Phó Chủ tịch UBND tỉnh Long An                               |                                      | Phó Bí thư Tỉnh ủy Long An                                           | 7/2009-10/2010    |
| 3   | Mai Văn Chính       | Phó Chủ tịch UBND tỉnh Long An                               | Bí thư Tỉnh ủy Long An               | 10/2010-1/2011                                                       |                   |
| 4   | Phạm Biên Cương     | Bí thư Huyện ủy Tịnh Biên                                    |                                      | Phó Chủ tịch UBND tỉnh An Giang                                      | 8/2009-10/2010    |
| 4   | Phạm Biên Cương     | Bí thư Huyện ủy Tịnh Biên                                    | Phó Bí thư Tỉnh ủy An Giang          | 10/2010-1/2011                                                       |                   |
| 5   | Phan Xuân Dũng      | Viện trưởng Viện Ứng dụng Công nghệ Bộ Khoa học và Công nghệ |                                      | Phó Chủ nhiệm Ủy ban Khoa học Công nghệ Quốc hội                     | 7/2007-1/2011     |
| 6   | Võ Văn Dũng         | Bí thư Thị ủy Bạc Liêu                                       |                                      | Phó Bí thư Tỉnh ủy Chủ tịch UBND tỉnh Bạc Liêu                       | 8/2009-10/2010    |
| 6   | Võ Văn Dũng         | Bí thư Thị ủy Bạc Liêu                                       | Bí thư Tỉnh ủy Bạc Liêu              | 10/2010-1/2011                                                       |                   |
| 7   | Vũ Đức Đam          | Phó Bí thư Thường trực Tỉnh ủy Quảng Ninh                    |                                      | Chủ tịch UBND tỉnh Quảng Ninh                                        | 5/2008-3/2010     |
| 7   | Vũ Đức Đam          | Phó Bí thư Thường trực Tỉnh ủy Quảng Ninh                    | Bí thư Tỉnh ủy Quảng Ninh            | 3/2010-1/2011                                                        |                   |
| 8   | Bùi Thị Minh Hoài   | Trưởng ban Dân vận Tỉnh ủy Hà Nam                            |                                      | Bí thư Thành ủy Phủ Lý                                               | 3/2007-12/2008    |
| 8   | Bùi Thị Minh Hoài   | Trưởng ban Dân vận Tỉnh ủy Hà Nam                            | Phó Chủ tịch Hội Nông dân Việt Nam   | 12/2008-1/2011                                                       |                   |
| 9   | Điểu Kré            | Trưởng đoàn đại biểu Quốc hội tỉnh Đắk Nông                  |                                      | Bí thư Thị ủy Gia Nghĩa Trưởng đoàn đại biểu Quốc hội tỉnh Đắk Nông  | 4/2006-1/2011     |
| 10  | Hầu A Lềnh          | Phó Bí thư Huyện ủy Chủ tịch UBND huyện Sa Pa                |                                      | Bí thư Huyện ủy Sa Pa                                                | 1/2010-1/2011     |
| 11  | Nguyễn Hồng Lĩnh    | Bí thư Huyện ủy Long Điền                                    |                                      | Trưởng ban Dân vận Tỉnh ủy                                           | 6/2008-10/2010    |
| 11  | Nguyễn Hồng Lĩnh    | Bí thư Huyện ủy Long Điền                                    | Phó Bí thư Tỉnh ủy Bà Rịa – Vũng Tàu | 10/2010-1/2011                                                       |                   |
| 12  | Trần Thanh Mẫn      | Bí thư Quận ủy Bình Thủy                                     |                                      | Phó Bí thư Thành ủy Chủ tịch UBND Thành phố Cần Thơ                  | 3/2008-1/2011     |
| 13  | Phạm Bình Minh      | Vụ trưởng Vụ các Tổ chức quốc tế Bộ Ngoại giao               |                                      | Trợ lý Bộ trưởng Bộ Ngoại giao Thứ trưởng thường trực Bộ Ngoại giao  | 4/2006-1/2009ct   |
| 14  | Võ Văn Phuông       | Bí thư Thị ủy Tây Ninh                                       |                                      | Phó Bí thư Tỉnh ủy Tây Ninh                                          | 1/2009-1/2011     |
| 15  | Nguyễn Xuân Quang   | Bí thư Thành ủy Đồng Hới                                     |                                      | Phó Chủ tịch UBND tỉnh Quảng Bình                                    | 6/2010-1/2011     |
| 16  | Nguyễn Thanh Sơn    | Bí thư Huyện ủy Phú Quốc                                     |                                      | Phó Bí thư Tỉnh ủy Kiên Giang[                                       | 2/2010-1/2011     |
| 16  | Nguyễn Thanh Sơn    | Bí thư Huyện ủy Phú Quốc                                     | Chủ tịch UBND tỉnh Kiên Giang        | 12/2010-1/2011                                                       |                   |
| 17  | Đặng Thị Ngọc Thịnh | Phó Chủ nhiệm Ủy ban Dân số, Gia đình và Trẻ em              |                                      | Phó Chủ tịch Thường trực Hội Liên hiệp Phụ nữ Việt Nam               | 10/2007-5/2009    |
| 17  | Đặng Thị Ngọc Thịnh | Phó Chủ nhiệm Ủy ban Dân số, Gia đình và Trẻ em              | Phó Bí thư Tỉnh ủy Vĩnh Long         | 5/2009-10/2010                                                       |                   |
| 17  | Đặng Thị Ngọc Thịnh | Phó Chủ nhiệm Ủy ban Dân số, Gia đình và Trẻ em              | Bí thư Tỉnh Ủy Vĩnh Long             | 10/2010-1/2011                                                       |                   |
| 18  | Võ Văn Thưởng       | Bí thư Quận ủy Quận 12, Tp.HCM                               |                                      | Bí thư thứ nhất Trung ương Đoàn Thanh niên Cộng sản Hồ Chí Minh      | 1/2007-1/2011     |
| 19  | Nguyễn Thị Kim Tiến | Viện trưởng Viện Pasteur TP HCM                              |                                      | Thứ trưởng Bộ Y tế                                                   | 2/2007-1/2011     |
| 20  | Trần Cẩm Tú         | Bí thư Huyện ủy Hương Sơn                                    |                                      | Chủ nhiệm Ủy ban Kiểm tra Tỉnh ủy Ủy viên Ủy ban Kiểm tra Trung ương | 1/2009-1/2011     |
| 21  | Triệu Tài Vinh      | Phó Bí thư Huyện ủy, Chủ tịch UBND huyện Hoàng Su Phì        |                                      | Phó Bí thư Tỉnh ủy Hà Giang                                          | 9/2009-10/2010    |
| 21  | Triệu Tài Vinh      | Phó Bí thư Huyện ủy, Chủ tịch UBND huyện Hoàng Su Phì        | Bí thư Tỉnh ủy Hà Giang              | 10/2010-1/2011                                                       |                   |

## Ủy viên Bộ Chính trị
1. Nông Đức Mạnh (Tổng Bí thư)
2. Lê Hồng Anh
3. Nguyễn Tấn Dũng
4. Nguyễn Minh Triết
5. Trương Tấn Sang
6. Nguyễn Phú Trọng
7. Phạm Gia Khiêm
8. Phùng Quang Thanh
9. Trương Vĩnh Trọng
10. Lê Thanh Hải (đã bị cách chức)
11. Nguyễn Sinh Hùng
12. Nguyễn Văn Chi
13. Hồ Đức Việt
14. Phạm Quang Nghị
15. Tô Huy Rứa (bầu bổ sung tại hội nghị lần thứ IX)

## Ủy viên Ban Bí thư
1. Lê Văn Dũng
2. Tòng Thị Phóng
3. Tô Huy Rứa
4. Nông Đức Mạnh (Tổng Bí thư)
5. Trương Tấn Sang (Thường trực Ban Bí thư)
6. Trương Vĩnh Trọng
7. Nguyễn Văn Chi
8. Phạm Quang Nghị (đến 7/2006)
9. Hồ Đức Việt (thay Phạm Quang Nghị, từ 7/2006)
10. Ngô Văn Dụ (bổ sung từ 1/2009)
11. Hà Thị Khiết (bổ sung từ 1/2009)

## Ủy ban Kiểm tra Trung ương
1. Nguyễn Văn Chi (Chủ nhiệm)
2. Nguyễn Thị Doan
3. Trần Văn Truyền
4. Phạm Thị Hải Chuyền
5. Trần Hòa
6. Phạm Chí Hòa
7. Phạm Thị Hòe
8. Lê Hồng Liên
9. Lê Văn Giảng
10. Nguyễn Văn Đảm
11. Sa Như Hòa
12. Nguyễn Minh Quang
13. Bùi Văn Thể
14. Tô Quang Thu